# Sarama (musique)
Le sarama (thaï : สะระหม่า) est la musique qui accompagne le rituel d'avant-combat des matchs de muay-thaï nommé Ram Muay.

## Terminologie
Le sarama fait spécifiquement référence à la chanson jouée pendant le rituel d'avant-combat.
La musique d'accompagnement ultérieure est appelée Phleng Muay (littéralement « musique pour la boxe » ou « musique de boxe »). La musique est interprétée par jusqu'à quatre musiciens, composés d'un joueur de pi, d'une paire de joueurs de Klong khaek et d'un joueur de cymbale (appelé « ching »).
Pendant le Ram Muay, le tempo de la musique commence lentement et majestueusement pour correspondre à l'ambiance du rituel. Lorsque le combat commence, le tempo est augmenté et correspond à l'intensité du public et de l'action.
La musique fait partie intégrante de l'atmosphère du muay-thaï traditionnel. D'autres formes internationales de kick-boxing ne présentent pas la musique de la même manière.

## Instrumentation
L'ensemble utilisé pour jouer du sarama est connu sous le nom de Pi Muay, une combinaison de "Pi" (en référence au principal instrument à anches "Pi") et de muay-thaï .

### Pii Chawaa
Bien que son nom indique qu'il est d'origine javanaise, le Pi Chawaa ressemble étroitement aux roseaux shehnai indiens et est probablement originaire du sous-continent indien avant d'être introduit en Thaïlande via des routes commerciales via Java. Le Pi Chawaa est en bois et a la même forme conique et la cloche évasée d'un hautbois occidental, sauf qu'un hautbois utilise une anche double, tandis que le Pi Chawaa utilise une anche quadruple.

### Klong Khaek
Une paire de tambours en dentelle, chaque tambour étant attribué à un sexe masculin ou féminin. Les tambours sont joués dans un rythme syncopé cohérent (semblable à un hochet ). Ces motifs de lignes rythmiques sont connus sous le nom de "Nathap". D'origine javanaise (comme chez les Pii Chawaa), Klong Khaek se traduit par « musulman » (« khaek ») « tambour » (« klong »). Un type de tambour similaire existe dans la musique cambodgienne.

### Ching
Également connu sous son nom complet "Ching Chap", un ensemble de cymbales thaïlandaises en laiton. Le joueur Ching joue son propre motif "ching" (contrapuntalement au motif Klong Khaek "Nathap"). Ce motif se compose de quatre temps, alternant en accent, avec le temps "Ching" non accentué et le temps "chap" fortement accentué (créant un motif connu sous le nom de "ching chap ching chap").